# Euregio Scheldemond
De Euregio Scheldemond is een Vlaams-Nederlandse Euregio die de Nederlandse provincie Zeeland en de Belgische provincies Oost- en West-Vlaanderen omvat.
De Euregio Scheldemond dient als een grensoverschrijdend openbaar lichaam en interprovinciaal samenwerkings- en overlegplatform. Het platform telt verschillende organen, waaronder de Raad zelf, de Vakgroepen, de Permanente Kamer van Advies en het secretariaat Euregio Scheldemond te Gent.   
Met haar vele zeehavens profiteert de regio van haar strategische ligging en vormt het een belangrijke schakel in de doorvoer van (bulk-)goederen, producten en passagiers naar het Europese achterland. De Scheldemondregio opereert niet in een vacuüm. Zo is de regio strategisch gepositioneerd ten opzichte van belangrijke (Europese) krachtenvelden: de noord Franse corridor Lille-Parijs, de Nederlandse Randstad en de Vlaamse Ruit. Met haar vele zeehavens profiteert de regio van deze strategische ligging en vormt het een belangrijke schakel in de doorvoer van (bulk-)goederen, producten en passagiers naar het Europese achterland. 
De Euregio bestaat sinds de jaren 1960. De samenwerking richtte zich toen vooral op het vlak van cultuur en onderwijs. Na het wegvallen van de Europese binnengrenzen kwam daarbij de zorg voor het grensoverschrijdende werkverkeer. In 1989 werd een intentieverklaring tot samenwerking ondertekend waaruit vervolgens in 1993 de oprichting van de Scheldemondraad voortvloeide.  
Het Scheldemondfonds staat voornamelijk in voor het subsidiëren van kleinschalige projecten. Dit voornamelijk inzake grensoverschrijdende arbeidsmarkt, veiligheid, ondernemerschap maar ook toeristische projecten. Bij grotere projecten kan de Euregio aangeven hoe aanspraak te maken op andere vormen van (Europese) subsidies.  